# 手塚義治
手塚 義治（てづか よしはる、1958年 - ）は、日本の社会学者、撮影技師、照明技師である。専攻はメディア理論、カルチュラル・スタディーズ。「テヅカ ヨシハル」と表記されることもある。

## 経歴
東京都生まれ。ロンドン大学ゴールドスミス・カレッジメディア・コミュニケーション学博士号取得。現在、駒澤大学グローバル・メディア・スタディーズ学部准教授。
日本のインディーズ映画創成期に『爆裂都市 BURST CITY』（1982）等の撮影・照明技師として活動した後、イギリスに移住。英国国立映画TV学校（NFTS）を卒業後、日英でテレビドキュメンタリー作品を手がける。『家族写真』（1989）は米国サンダンス映画祭、山形国際ドキュメンタリー映画祭などで上映され、数々の賞を受賞した。英国の映像プロダクション、キメラ・フィルムスの代表取締役として、日本向けテレビコマーシャルを数多く欧州各地で制作した後、メディア文化研究者に転身した。

## 著書
- Cultural Studies and Cultural Industry in North east Asia（2009、Hong Kong University Press、共著）
- 映像のコスモポリティクスーグローバル化と日本、そして映画産業（2011年、せりか書房）

## フィルモグラフィー

### 映画
- 狂い咲きサンダーロード（1980年） - 照明
- アナザ・サイド（1980年） - 照明
- 爆裂都市 BURST CITY（1982年） - 照明
- 九月の冗談クラブバンド（1982年） - 撮影
- パン屋襲撃（1982年） - 撮影
- 追悼のざわめき（1988年） - 撮影